# حسین علیزاده (دیپلمات)
حسین علیزاده — (زادهٔ ۱۳۴۴) رایزن دوم سفارت ایران در فنلاند بوده است.
حسین علیزاده مدرک مهمی را در اختيار رسانه ها قرار داد که بر اساس آن در روز ۲۲ خرداد ۸۸ در حالی که هنوز انتخابات در جریان بوده، به کلیه سفارت خانه‌های ايران در خارج از کشور دستورالعملی توسط شورای نگهبان صادر شده بود که از هرگونه اطلاع‌رسانی درباره نتایج انتخابات خودداری کنند.
پرسش این است که اگر نتیجه آن انتخابات با مشارکت بالا سالم بود، چرا پیش از اتمام زمان رأی‌گیری شورای نگهبان باید دستور صادر کند که نتایج به اطلاع عموم نرسد؟
چه چیزی را عموم نباید می‌دانست؟ آیا غیر از این است که می‌خواستند عددسازی کنند؟
مضمون دستورالعمل شورای نگهبان و ترجمه آن را میتوانید در اینجا بخوانید.

## زندگی
حسین علیزاده نویسنده، پژوهشگرو خبرنگار آزاد در امور سیاسی و بین‌المللی است. او برای ۲۲ سال دیپلمات در جمهوری اسلامی ایران (از جمله ۱۶ سال در حوزه دیپلماسی بین‌المللی) بود که در پی انتخابات بحث‌برانگیز سال ۱۳۸۸ و شکل گرفتن جنبش سبز، با افشای اسنادی درباره صحت تقلب در انتخابات آن سال و در اعتراض به سرکوب مردم از مقام خود استعفا کرد. آخرین مقام او کاردار سفارت ایران در هلسینکی (فنلاند) بوده است.

پس از پایان دادن به حرفه دیپلماتیک خود، وی به عنوان خبرنگار آزاد با رسانه‌های پرتعدادی از جمله بی‌بی‌سی، صدای آمریکا، رادیو اروپای آزاد، ایران/افغانستان اینترنشنال، تی‌آرتی، رادیو زمانه و ... به سه زبان فارسی، عربی و انگلیسی همکاری داشته است. در حوزه پژوهش و خبرنگاری از او بیش از ۱۸۰۰ مصاحبه و ۷۰۰ مقاله به زبان‌های فارسی، عربی و انگلیسی منتشر شده و در حوزه پژوهش‌های آکادمیک و دانشگاهی نیز دارای چندین مقاله علمی است.
او نویسنده کتاب «تاریخ روابط ایران و مصر: دو قدرت منطقه‌ای خاورمیانه» است که در سال ۱۳۸۴ توسط وزارت خارجه ایران منتشر شد. این کتاب محصول سه سال پژوهش و زندگی او در مصر است. از این رو، کتاب مورد توجه جامعه دانشگاهی مصر نیز قرار گرفت و توسط دکتر منا حامد، پژوهشگر و استاد دانشگاه عین‌الشمس، به زبان عربی ترجمه و در مصر منتشر گردید. دیگر کتاب او پایان‌نامه دکترای وی درباره مفهوم سیاسی امت در اندیشه اسلام سیاسی است که در دانشگاه تامپره با نام Re-Thinking The Politics Of The Umma (Muslim Bloc): The Call for Islamic Global Politics
 منتشر شده است.

## تحصیلات
حسین علیزاده دوره کارشناسی خود را در دانشگاه تهران در رشته فلسفه گذراند و کارشناسی ارشد خود را نیز در رشته روابط بین‌الملل با گرایش «سازمان های بین‌المللی» از دانشکده روابط بین‌الملل (وابسته به وزارت امور خارجه ایران) اخذ کرد. او دکترای خود را از دانشگاه تامپره در فنلاند با گرایش مطالعات صلح به پایان رسانده است. همچنین وی به عنوان پژوهشگر در موسسه مطالعات صلح دانشگاه تامپره اشتغال داشته است و اینک به عنوان خبرنگار عضو اتحادیه خبرنگاران -NUJ- در بریتانیاست.
وی به زبان‌های انگلیسی و عربی تسلط داشته و با زبان‌های فنلاندی و سوئدی نیز آشنا است. 

آثار و مصاحبه‌های او در پایگاه اطلاع‌رسانی وی به نشانی 

(https://diplomathosseinalizadeh.com) 

 
و در کانال تلگرامی او به نشانی 

(t.me/diplomathosseinalizadeh)

 
در دسترس است.
او دیپلمات پیشین جمهوری اسلامی در فنلاند است که پس از شکل‌گیری اعتراض‌ها به نتایج انتخابات ریاست جمهوری خرداد ۱۳۸۸، از سمت خود کناره گرفت و از دولت فنلاند برای خود و اعضای خانواده‌اش تقاضای پناهندگی سیاسی کرد.